# غلامحسین صدیقی
غلامحسین صَدیقی (۱۲ آذر ۱۲۸۴ – ۹ اردیبهشت ۱۳۷۰) معروف به دکتر صدیقی سیاستمدار ایرانی بود که در فاصله سال‌های ۱۳۳۰ تا ۱۳۳۲ در دولت نخست‌وزیری محمد مصدق به‌عنوان وزیر پست، تلگراف و تلفن (در دولت اول) و وزیر کشور و نایب نخست‌وزیر (در دولت دوم)  فعالیت کرد. او مبدا علم جامعه‌شناسی در ایران و بنیان‌گذار مؤسسه مطالعات و تحقیقات اجتماعی است. وی استاد دانشگاه تهران و عضو هیئت امنای بنیاد فرهنگ ایران نیز بود. روز ۱۲ آذر به نام روز علوم اجتماعی و دکتر صدیقی نامگذاری شده است. در سال ۱۳۷۲ به افتخار او یادنامه‌ای با عنوان همه هستی‌ام نثار ایران توسط پرویز ورجاوند منتشر شد.

## زندگی و تحصیلات
غلامحسین صَدیقی در ۱۲ آذر ۱۲۸۴ در محله سرچشمه تهران زاده شد. پدرش، حسین صدیقی ملقب به اعتضاد دفتر از خاندان صدیقی و مادرش مریم خانم دختر میرزا ابراهیم خان عون‌الممالک بود. غلامحسین تحصیلات ابتدایی و بخشی از تحصیلات متوسطه را در مدرسه اقدسیه گذراند و نیز در مدرسه آلیانس به فراگرفتن زبان فرانسوی پرداخت. سپس به دبیرستان دارالفنون رفت و سال‌های آخر متوسطه را در آن مدرسه تحصیل کرد. در شهریور ۱۳۰۸ همراه با دومین گروه دانشجویان اعزامی از سوی وزارت معارف به فرانسه رفت و در دانشسرای مقدماتی شهر آنگولم به تحصیل پرداخت و در تیرماه ۱۳۱۱ موفق به اخذ باکالورا گردید.
غلامحسین صدیقی در بهار ۱۳۱۴ از دانشسرای عالی سن کلو در حومه پاریس فارغ‌التحصیل شد و در رشته فلسفه به اخذ دانشنامه عالی در رشته‌های روانشناسی، روان‌شناسی کودک، آموزش و پرورش، اخلاق، جامعه‌شناسی، و تاریخ ادیان نایل گردید.

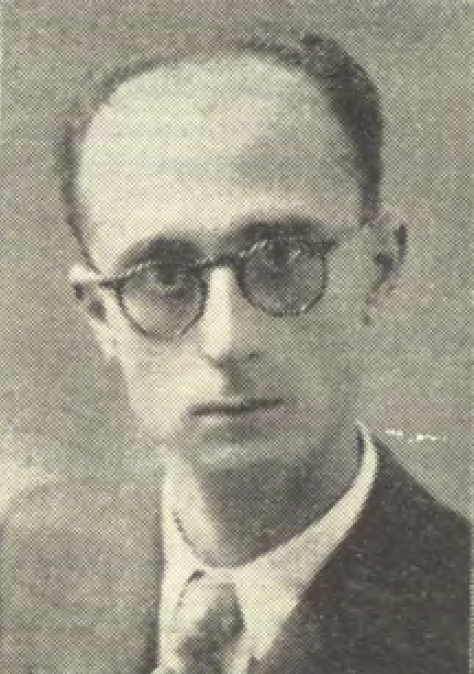
غلامحسین صدیقی در آغاز تدریس در دانشگاه تهران

صدیقی در اسفند ۱۳۱۶ درجه دکتری را از دانشگاه پاریس دریافت کرد. رساله او زیر عنوان «جنبش‌های دینی در قرون دوم و سوم هجری» با درجه ممتاز پذیرفته شد. وی در فروردین ۱۳۱۷ به ایران بازگشت و بلافاصله به سمت دانشیار در دانشگاه تهران مشغول کار شد.
دکتر صدیقی در فروردین ۱۳۲۲ به رتبه استادی ارتقاء یافت و در بهمن ۱۳۲۳ به مدیریت کل دبیرخانه دانشگاه تهران منصوب شد. او در مهرماه ۱۳۲۴ به عضویت هیئت نمایندگی ایران در کنفرانس تأسیس سازمان تربیتی و علمی و فرهنگی ملل متحد (یونسکو) انتخاب شد و به لندن رفت. در اسفند ۱۳۲۵ نیز از سوی دانشگاه تهران برای شرکت در کنفرانس ملت‌های آسیایی به هند اعزام شد و ریاست هیئت نمایندگی ایران را عهده‌دار بود. در آبان ۱۳۲۷ نیز به ریاست هیئت نمایندگی ایران در سومین کنفرانس عمومی یونسکو در بیروت منصوب شد.

دکتر مصدق در کنار غلامحسین صدیقی

او از بنیان‌گذاران کنگرهٔ هزاره ابو علی سینا بود و هنگامی که کنگره در اردیبهشت ۱۳۳۳ در همدان تشکیل شد در زندان لشکر ۲ زرهی تهران به سر می‌برد. لویی ماسینیون ایران‌شناس نامدار فرانسوی از محمدرضا پهلوی اجازه گرفت تا با دکتر صدیقی در زندان ملاقات کند.
غلامحسین صدیقی در سال ۱۳۵۲ بازنشسته گردید؛ ولی با عنوان استاد ممتاز تا ۱۳۵۸ همچنان به تدریس در دانشکده علوم اجتماعی ادامه می‌داد. وی را پدر علم جامعه‌شناسی در ایران دانسته‌اند.

## بنیان‌گذاری موسسه مطالعات و تحقیقات اجتماعی
صدیقی به واسطه آشنایی با افکار اگوست کنت و امیل دورکیم و مشاهده فضای اجتماعی، فرهنگی و سیاسی غرب بیش از پیش به اهمیت و ضرورت علوم اجتماعی پی برد. وی بعد از هشت سال تحصیل در فرانسه به ایران بازگشت و تصمیم گرفت تحولی ایجاد کند. مهمترین خدمت علمی و فرهنگی او تأسیس مؤسسه مطالعات و تحقیقات اجتماعی در دانشگاه تهران در 1337 بود که در ۱۳۵۱ به دانشکده علوم اجتماعی تبدیل شد. صدیقی پس از آزادی از زندان به پیشنهاد و حمایت منوچهر اقبال رئیس دانشگاه تهران و با حمایت و اصرار احسان نراقی مسوولیت تأسیس مؤسسه مطالعات اجتماعی را پذیرفت.

## وزارت
غلامحسین صدیقی در کابینه اول محمد مصدق، وزیر پست، تلگراف و تلفن بود و در کابینه دوم، وزیر کشور و نایب نخست‌وزیر محمد مصدق بود. او برگزارکننده اولین رفراندم در تاریخ ایران در دولت ملی مصدق بود که در آن انحلال یا ابقای مجلس به رأی گذاشته شده بود.
براساس مصاحبه مظفر بقایی کرمانی که با حبیب لاجوردی در پروژه تاریخ شفاهی ایران، نقش صدیقی در سوزاندن اسناد تلگراف‌های انگلیس در شرکت نفت، قبل از بازخوانی و رمزگشایی، جهت شناخت جاسوسان و مواجب بگیران انگلیس، افشاء شده‌است. مظفر بقایی از مخالفان جدی دکتر مصدق و از شرکت کنندگان در توطئه قتل تیمسار محمود افشارطوس، رئیس شهربانی دولت او بود، بنابر صحبت مظفر بقایی کرمانی این دستورِ صدیقی، به منظور خدمت و کمک به انگلیس و حذف ارتباطات مرتبطین با انگلیس در ایران صورت گرفته‌است.

## فعالیت‌های سیاسی
پس از کودتای ۲۸ مرداد ۱۳۳۲ مدتی به زندان افتاد و محاکمه شد. در جریان محاکمه از دکتر مصدق تجلیل کرد. وی در جلسهٔ روز سه‌شنبه ۱۷ آذرماه ۱۳۳۲ در دادگاه حضور یافت و به سوالات مختلف رئیس دادگاه و دادستان نظامی پاسخ داد و به تفصیل دربارهٔ پایین کشیدن مجسمه‌های شاه و پدرش، میتینگ روز ۲۵ امرداد در میدان بهارستان، تشکیل شورای سلطنت و رویدادهای کودتای ۲۸ مرداد با صراحت خاصی که از ویژگی‌های او بود پاسخ داد، به طوری که سرتیپ آزموده را مبهوت و عاجز ساخت. درجلسهٔ بعدی دادگاه، دکتر صدیقی که در زندگی نه از کسی بیم و نه به کسی امید داشت و به مقام و مسند طمع نمی‌ورزید، اظهار کرد:
«معمولاً می‌گویند خدا، شاه، میهن. اما من اگر گناه است و باید اعدام شوم عرض می‌کنم: خدا، میهن، شاه.»
وی در سال‌های ۱۳۳۹–۱۳۴۲ از رهبران طراز اول جبهه ملی دوم بود. در روزهای انقلاب شاه به او پیشنهاد نخست‌وزیری داد. دکتر صدیقی در صورتی حاضر به پذیرش مسوولیت نخست‌وزیری شد که سه شرط از طرف شاه مورد تأیید قرار بگیرد، اول تأیید نخست‌وزیری توسط مجلس، دوم حذف متمم‌های قانون اساسی که توسط شاه گذاشته شده بود و سوم «شاه از ایران خارج نشود». اما در نهایت، شاه، شاپور بختیار را برای نخست‌وزیری انتخاب می‌نماید.
بلافاصله پس از این پیشنهاد جبهه ملی ایران اعلام کرد:
چون بعضی خبرگزاری‌ها گزارش داده‌اند که آقای دکتر غلامحسین صدیقی مأمور تشکیل دولت خواهد شد و از ایشان به عنوان یکی از رهبران جبهه ملی ایران یاد کرده‌اند، لازم دیده شد به آگاهی عمومی برساند که آقای دکتر غلامحسین صدیقی از نیمه سال ۱۳۴۲ با هیچ‌یک از سازمان‌های جبهه ملی ایران کوچک‌ترین همکاری نداشته و اکنون هم در هیچ‌یک از ارگان‌های این جبهه سمتی ندارد. به جاست یادآور شویم همچنان که بارها اعلام گردیده جبهه ملی ایران، با وجود بقای نظام سلطنتی غیرقانونی، با هیچ ترکیب حکومتی موافقت نخواهد کرد.»
پرستو فروهر در کتاب "بخوان به نام ایران" ص ۱۰۹ می‌نویسد:
مادرم [پروانه اسکندری] گفت که در اتاق پذیرایی خانهٔ دکتر صدیقی با او تنها بوده‌اند، و او گاهی از روی صندلی بلند می‌شده، در اتاق راه می‌رفته و با هیجان و عصبانیت حرف می‌زده و بر درستی تصمیمش پافشاری می‌کرده‌است. دکتر صدیقی گفته بود که مملکت در آستانهٔ فروپاشی است و این "بلواً به قدرت‌گیری نیروهای تندروی مذهبی یا چپ خواهد انجامید. او استدلال‌های پدرم [داریوش فروهر] در قطعیت سقوط سلطنت و بریدگی مردم از نظام حکومتی را نپذیرفته بود و به اصرارهای او برای تغییر نظرش جواب رد داده بود. در آن دوره بسیاری از دوستداران دکتر صدیقی، که برای تغییر نظرش به نزدش رفتند، نیز با همین پاسخ روبرو شدند. مادرم می‌گفت پدرم آنقدر در آن دیدار متأثر شده بود که اشک ریخته و چندین بار تکرار کرده بود:«حیف شماست استاد که مورد بی حرمتی مردم قرار بگیرید».

## پیشنهاد نخست وزیری توسط شاه
در ۸ دی ۱۳۵۷  شاه به دکتر صدیقی پیشنهاد کرد نخست‌وزیر شود. دکتر صدیقی شروط زیر را با شاه مطرح کرد:
- رای تمایل مجلس پرسیده شود تا بار دیگر این سنت پسندیده مشروطیت احیا شود،
- فقط قانون‌اساسی و متمم را اجرا خواهد کرد و به مواد الحاقی نظیر اختیارات شاه برای انحلال مجلسین گردن نمی‌نهد.
- لازم است شورای نیابت سلطنت تشکیل شود.
- شاه در کشور بماند چراکه اگر شاه به خارج برود، نمی‌شود جلوی بعضی تماس‌ها و توطئه‌ها را گرفت.
- هیاتی به‌طور دائم از سوی دولت به‌عنوان رابط با شاه در ارتباط و تماس باشد.
- لغو حکومت نظامی
- محاکمه سریع فاسدان و خیانتکاران سیاست‌پیشگان ۲۵ سال اخیر و انتقال گروهی از آنها که در بازداشت هستند به مراجع قانونی
- عدم دخالت شاه در امور کشور [۱۰]

دکتر صدیقی معتقد بود  شاه از این پیشنهاد‌ها هراسناک شد و بلافاصله با آقای دکتر بختیار ارتباط برقرار کرد. البته برخی دیگر گفته اند شاه با صدیقی موافق بود ولی او نتوانست در زمان معینی کابینه ای فراهم کند و برای همین شاه سراغ نفر بعدی رفت.

اما هوشنگ نهاوندی که مدعی پیشنهاد پست نخست وزیری صدیقی به شاه بوده تنها شرط صدیقی برای پذیرش نخست وزیری را عدم خروج شاه از ایران عنوان کرده است و می گوید صدیقی هیچ شرطی بجز این نداشت.

## پس از انقلاب

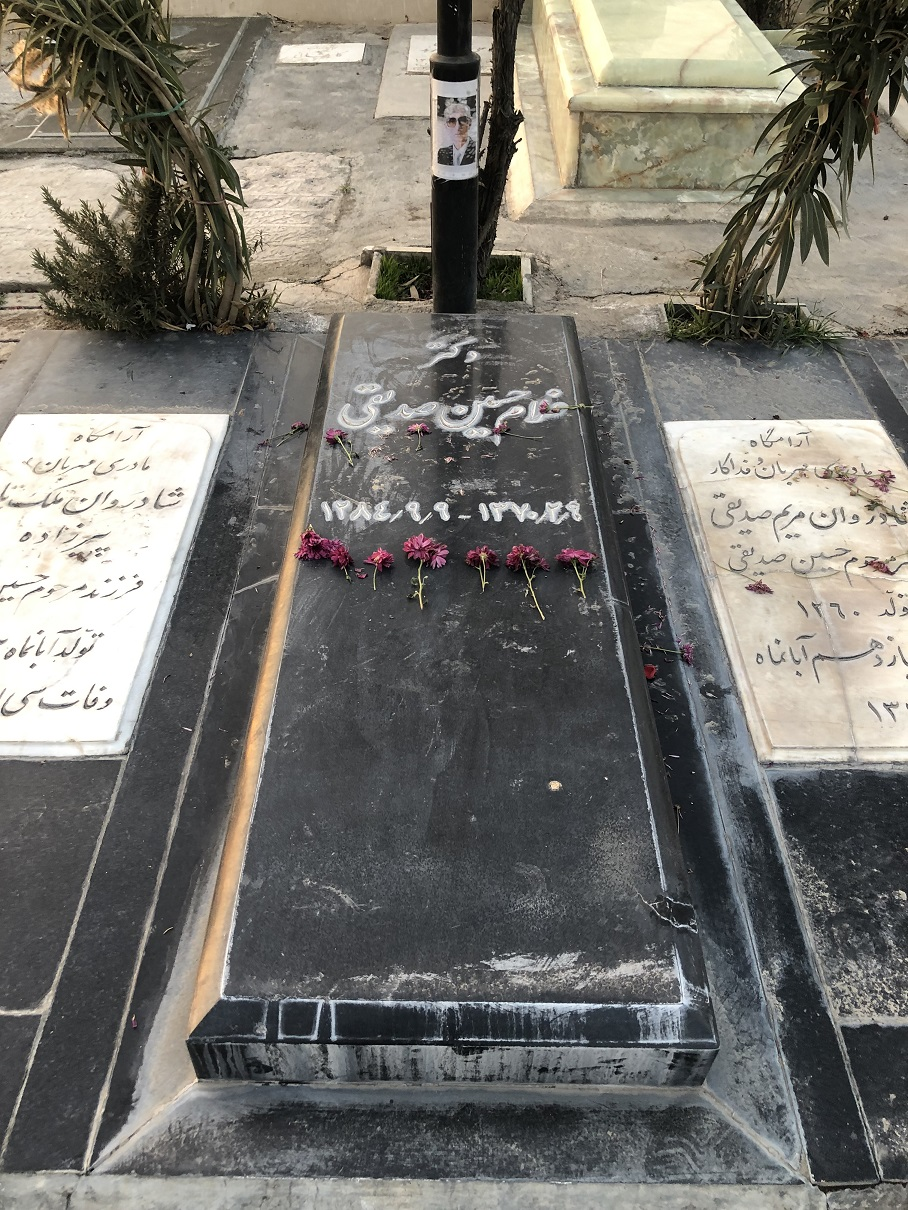
مزار صدیقی در ابن بابویه

پس از پیروزی انقلاب مهدی بازرگان از دکتر صدیقی برای شرکت در دولت موقت دعوت به عمل آورد که مورد قبول او قرار نگرفت.

## نظرات او
- «بزرگترین عیب ما بی‌انصافی است. بی‌انصافی در داوری دربارهٔ دیگران»
- «جامعه‌ای شایستهٔ بقاست که در آن انسان ارجمند و عزیز و گرامی باشد.»
- او پس از انقلاب گفت :‌ «روزی خواهد آمد که شما در عرصه بین‌المللی از آوردن نام ایران و ایرانی خجل و شرمسار باشید» .[۱۴]

## درگذشت
غلامحسین صدیقی در روز نهم اردیبهشت ماه ۱۳۷۰ در تهران درگذشت.

## آثار

### تألیف
- Les mouvements religieux iraniens au II et au III siecle de l'hegire, Par Gholam Hossein Sadighi, Paris: Les Presses modernes, 1317=1938, Pp 333.

- ص‍دی‍ق‍ی، غ‍لام‍ح‍س‍ی‍ن، جنبش‌های دینی ایرانی در قرن‌های دوم و سوم هجری (ترجمه رساله دکتری با تغییرات)، ت‍ه‍ران: پ‍اژن‍گ‏‫، ۱۳۷۲؛ ص ۴۰۷.
- صدیقی، غلامحسین، حکیم‌نسوی (۳۹۳–۴۹۳؟ هجری‌قمری)، [بی جا]: [بی نا]، [بی‌تا]، ۱۷ص.
- ص‍دی‍ق‍ی، غ‍لام‍ح‍س‍ی‍ن، گ‍زارش س‍ف‍ر ه‍ن‍د، ت‍ه‍ران: دانشگاه تهران‏‫، ۱۳، ‏‫۵۷ص.

### مصاحبه
- آخرین مصاحبه دکتر غلامحسین صدیقی (به‌مناسبت یکمین سال وفات استاد صدیقی نقل از کتاب «تقدیم به تاریخ»)، مصاحبه‌کننده حمید سیف‌زاده، [بی جا]: چاپ توحید، ۱۳؛ ۱۶ص.

### مقدمه
- ارس‍طو‏‫، اص‍ول ح‍ک‍وم‍ت آت‍ن‌، ت‍رج‍م‍ه و ت‍ح‍ش‍ی‍ه از ب‍اس‍ت‍ان‍ی‌پ‍اری‍زی، ب‍ا م‍ق‍دم‍هٔ غ‍لام‍ح‍س‍ی‍ن ص‍دی‍ق‍ی، ت‍ه‍ران: دان‍ش‍گ‍اه ت‍ه‍ران. م‍وس‍س‍ه ت‍ح‍ق‍ی‍ق‍ات اج‍ت‍م‍اع‍ی‏‫، ۱۳۵۸؛ ت‍ه‍ران‌‬: ک‍ت‍اب‍ه‍ای ج‍ی‍ب‍ی، ام‍ی‍رک‍ب‍ی‍ر‏‫‏، ۱۳۷۰؛ ‬تهران: دانشگاه تهران، مؤسسه انتشارات‏‫، ۱۳۹۶.
- اب‍ن‌س‍ی‍ن‍ا، ح‍س‍ی‍ن‌ب‍ن ع‍ب‍دال‍ل‍ه، ظف‍رن‍ام‍ه‌، ب‍ا م‍ق‍دم‍ه و ح‍واش‍ی و ت‍ص‍ح‍ی‍ح غ‍لام‍ح‍س‍ی‍ن ص‍دی‍ق‍ی، ت‍ه‍ران: انجمن آثار و مفاخر فرهنگی: دانشگاه بوعلی سینا، ۱۳۸۳؛ ته‍ران: ان‍ج‍م‍ن آث‍ار و م‍ف‍اخ‍ر ف‍ره‍ن‍گ‍ی‏‫‏، ۱۳۸۴.

### دربارهٔ صدیقی
- ص‍دی‍ق‍ی، غ‍لام‍ح‍س‍ی‍ن، درس‌های جامعه‌شناسی استاد دکترغلامحسین صدیقی به روایت یک شاگرد دکتر هما زنجانی‌زاده، تهران : انتشارات جامعه‌شناسان‏‫، ‏‫۱۳۹۲؛ ‏‫۲۸۰ص.
- ع.ص. در مشایعه اسلامی سوسیالیست‌ها در استاد دکتر غلامحسین صدیقی نیمسال دوم تحصیلی ۵۷–۱۳۵۶، با متن تقریرات دانشجویان شاهرخی…[و دیگران]، تهران: دانشگاه تهران، دانشکده علوم اجتماعی‏‫، ۱۳، ‏‫۲۴ص.
- جلالی شیرازی، نادره، زندگی‌نامه و خدمات علمی و فرهنگی مرحوم دکتر غلامحسین صدیقی‏‫، انجمن آثار و مفاخر فرهنگی‏‫، زیر نظر کاوه خورابه‬، تهیه و تنظیم مقالات نادره جلالی‏‫، ویراستار ولی‌الله محمدی، تهران: انجمن آثار و مفاخر فرهنگی، ‏‫۱۳۹۷، ۳۷۱ص.
- م‍ه‍دوی، ی‍ح‍ی‍ی، ه‍ف‍ت‍اد م‍ق‍ال‍ه: ارم‍غ‍ان ف‍ره‍ن‍گ‍ی ب‍ه دک‍ت‍ر غ‍لام‍ح‍س‍ی‍ن ص‍دی‍ق‍ی‌، ت‍ه‍ران: اس‍اطی‍ر‏‫، ۱۳۶۹–۱۳۷۱.
- ی‍ادن‍ام‍ه دک‍ت‍ر غ‍لام‍ح‍س‍ی‍ن ص‍دی‍ق‍ی: ف‍رزان‍ه ای‍ران زم‍ی‍ن‌، گ‍ردآوری و ت‍ن‍ظی‍م پ‍روی‍ز ورج‍اون‍د، [ت‍ه‍ران]: چ‍اپ‍خ‍ش، ۱۳۷۲؛ ۵۸۵ص.